# Edison Miranda
Edison Miranda (født 7. januar 1981 i Buenaventura i Colombia) er en colombiansk-puertoricansk professionel bokser.
Miranda er 30 år, er 179 cm høj, men har en voldsom rækkevidde med 197 cm. Han har vundet 36 af 46 kampe, og heraf 31 på knockout.
På trods af en udmærket rekordliste på papir har Miranda aldrig set rigtig imponerende ud imod de største modstandere. Mirandas store styrke er i tiden inden selve kampen. Han er med sit Pantera image god til at sælge kampene, og hans mest betydningsfulde sejr er mod Allan Green. Allan Green kvalificerede sig til Super Six World Boxing Classic som afløser for Jermain Taylor.
Bortset fra Green er der få navne der er værd at hæfte sig ved iblandt Mirandas sejre. En af dem er Howard Eastman, som dog var langt fra sit bedste. Af andre navne er f.eks. en Henry Porras som Mikkel Kessler mødte mange år tidligere. Miranda har tabt til tidligere IBF-mellemvægtmester Arthur Abraham (2 gange), nuværende WBA-supermellemvægt-mester Andre Ward, tidligere WBC/WBO-mellemvægtmester Kelly Pavlik og nuværende IBF-supermellemvægtmester Lucian Bute.

## Tidlige liv
Miranda blev født i 1981 i Buenaventura i Colombia og blev forladt af sin mor, da han var en måned gammel. I en alder af ni år slap Miranda fra sine værger for at leve i det barske gadeliv i Colombia. Miranda ville finde sin mor, og på en byggeplads endte han med at konfrontere sin mors bror. Onklen, han aldrig havde kendt, fortalte ham, at hvis Miranda virkelig var den lille dreng, hans søster gav væk, så skulle han have et modermærke på sit ben. Miranda afslørede det to tommer lange cirkulære bevis. Manden førte ham til hans mors nye hjem, men han blev igen forladt af sin mor. Da han var 12 år, blev han arbejder i vejbredfelter. Det næste år, havde han et fuldtids byggerijob. Da han var 14, arbejdede han som kvægslagter. I en alder af 15 begyndte Miranda at bokse og indledte et halvt år senere sin amatørkarriere. Miranda vandt 128 ud af 132 kampe og vandt fire colombianske nationale titler. Han vandt en bronzemedalje ved de olympiske kvalifikationsstævne i Argentina, men det lykkedes ham ikke at kvalificere sig til det colombianske olympiske hold i 2000.

## Professionelle karriere

### Mellemvægt
Efter 132 kampe som amatør blev Miranda professionel bokser, men hans rejse var kun halvvejs. I marts 2002 ankom Miranda til Den Dominikanske Republik. Efter at være blevet lovet en chance for at komme til USA for at kæmpe mod de bedste mellemvægtkæmpere i verden,fortsatte Miranda med, hvad han var bedst til – at kæmpe – både i og uden for ringen. Efter at have kæmpet for at få et fornuftigt udkomme forlod den hjemløse og sultne Miranda efter en urimelig kontrakt Den Dominikanske Republik og vendte tilbage til Barranquilla den 24. december 2004. Med støtte fra venner fik han opfyldt sin drøm om at ernære sig som bokser i USA, da han skrev kontrakt med Warrior’s Boxing Promotions og derefter fik sin første amerikanske kamp i Hollywood, Florida den 20. maj 2005. I denne kamp besejrede Miranda Sam Reese ved en enstemmig afgørelse.

#### IBF titel-eliminator
Miranda boksede mod Howard Eastman den 24. marts 2006 på Seminole Hard Rock Hotel and Casino i Hollywood i Florida. Miranda fik en langsom start, men viste sin store styrke, da hans højre hånd ramte Eastman i 5. omgang. Den erfarne Eastman klarede sig gennem omgangen og kom stærkt tilbage ved at ramme Miranda i næste runde. Miranda fortsatte med at slå med sin højre hånd, og i syvende omgang fik han ramt Eastman hårdt med en ren højre til kæben, efterfulgt af en venstre uppercut og derefter en højre uppercut på Eastmans hage. Dommeren stoppede kampen, hvilket gjorde Miranda til den første mand, der havde stoppet Eastman. Sejren gjorde Miranda til førsteudfordrer til IBF mellemvægtmesteren Arthur Abraham.

### IBF-titelkamp
Miranda boksede mod Arthur Abraham den 23. september i 2006 i Wetzlar i Tyskland. Kampen var ikke uden kontroverser. Efter tre intense omgange, brækkede Miranda Abrahams kæbe med en højre hånd i 4. omgang. I 5. omgang stangede Miranda Abraham på højre side af ansigtet. Abraham blev set vende sig om med en hårdt såret mund. Dommeren Randy Neumann stoppede kampen og i løbet af de fem-minutters pause, anbefalede lægen at stoppe kampen på grund af, hvad han så som en brækket kæbe efter et lovligt slag. Dommeren besluttede at fortsætte kampen og trak to point fra Miranda. Abraham kæmpede kampen færdig med en synligt brækket kæbe, der hævede voldsomt i slutningen af kampen. I 7. omgang fik Miranda fratrukket yderligere to point for slag under bæltestedet. I 11. omgang ramte Miranda med et andet lavt slag, og dommeren fratog endnu et point fra ham. Miranda tabte kampen ved en enstemmig afgørelse. Han ville have tabt selv uden fradrag af point (dog ved en tæt afgørelse).

### Kampe mod Gibbs & Green
Den 16. december 2006 boksede Miranda mod Willie Gibbs i Miami, Florida. Miranda ramte med et hårdt højrehåndsslag, der var slem ved Gibbs og fik ham til at vakle tilbage i tovene. Miranda ramte ham derefter med en byge af slag, og afsluttede med en højre hånd, efterfulgt af et venstre hook, der landede på Gibbs hage og sendte ham i gulvet, hvilket afgjorde kampen i 1. omgang.
Den 3. marts 2007 mødte Miranda den daværende ubesejrede supermellemvægter Allan Green i en mellemvægtkamp. Miranda vandt ved en enstemmig afgørelse i San Juan i Puerto Rico. Kampen blev vist på tv på HBO, og blev bemærkelsesværdig på grund af Greens overraskende sløje præstation. Miranda dominerede det meste af kampen og slog Green ned to gange i sidste runde. Green nævnte bagefter, at skiftet ned til mellemvægt var en vigtig faktor i hans mangel på aggression. Han formåede dog at slå Miranda i gulvet i 8. omgang, men undlod at udnytte muligheden.

### WBC-titel eliminator
Den 19. maj 2007 blev Miranda efter at have tabt næsten hver omgang brutalt stoppet i syvende omgang af Kelly Pavlik på FedEx Forum i Memphis i Tennessee. Efter at være blevet slået ned første gang i 6. omgang spyttede Miranda sin tandbeskytter ud, hvilket førte til en fratrækkelse af 1 point. Det hjalp ham ikke, da han blev slået ned igen i 6. omganog en gang mere i omgang 7. Dommer Steve Smoger standsede kampen, mens Miranda stadig var nede. Kampen var en WBC- titel eliminator hvor vinderen fik en chance for at møde mellemvægtmesteren Jermain Taylor. Pavlik slog senere hen Taylor.

### Supermellemvægt
Efter sit nederlag mod Pavlik flyttede Miranda op til supermellemvægt-klassen og boksede mod Henry Porras den 30. oktober 2007 på Seminole Hard Rock Hotel and Casino i Hollywood, Florida. Miranda startede langsomt, men fandt hurtigt både sin rækkevidde og rytme. Porras var en god modstander i de to første runder, men da Miranda efterhånden fandt sig til rette, fandt han åbningerne i Porras' forsvar. Miranda fyrede en kraftig byge af slag på en forsvarsløs Porras og tvang dommeren til at træde ind og stoppe kampen i femte omgang.
Den 11. januar 2008 slog Miranda David Banker voldsomt ud i 3. omgang på Seminole Hard Rock Hotel and Casino i Hollywood, Florida. Kampen begyndte med to omgange, hvor bokserne så hinanden an, hvor Miranda med solide venstre jabs ramte sin modstander over og under Bankers forsvar. I 3. omgang ramte Miranda med en lynende højrehånd, der fik Banker til at kollapse baglæns og falde akavet halvvejs gennem tovene. Knockoutet fik navnet "Knockout of the Year" af ESPN.com 's Dan Rafae, og blev også kåret som Ring Magazine knockout of the year i 2008.

### Kessler-kampen
Den amerikanske tv-station Showtime havde programsat en kamp mellem Miranda og Mikkel Kessler den 24. maj 2008, men kampen blev aflyst, da danskeren trak sig med kort varsel, da han som førsteudfordrer i forbundene WBA og WBC hellere ville have en VM-kamp. Miranda udtrykte stor utilfredshed og tvivlede på Kesslers evner, idet han udtalte: "Jeg ved ikke, om det er angst. Men det er i hvert fald forsigtighed. Han har villet passe på sin rekordliste. Og han har vidst, at han ville tabe til Edison Miranda. Jeg har ikke noget imod Kessler. Han har bare villet beskytte sig selv og sin karriere. Så får jeg bare en anden modstander. Jeg er ligeglad med, hvem jeg står over for, om det er Calzaghe, Andrade, Kessler.... Edison Miranda møder dem alle".
Miranda ønskede derpå at møde IBF-mesteren Lucian Bute og udtalte: Det er frustrerende, når man bare gerne vil bokse med de bedste, at ingen vil give mig en chance. Jeg ved, at mange journalister og boksefans synes, jeg er fuld af lort, men jeg bringer simpelthen underholdning ind i bokseringen. Jeg er klar til at bokse med de bedste, og Bute er verdensmester. Jeg beder ham om at være en mand og bokse mod mig. Jeg er klar til at komme hjem til ham og bokse i hans baghave. Hvis han ikke vil møde mig, er han en kujon ligesom Mikkel Kessler, sagde Miranda ifølge fightnews.com.

### Revanchekampmod Abraham
Den 21. juni 2008 tabte Miranda på Seminole Hard Rock Hotel and Casino i Hollywood, Florida til Arthur Abraham på teknisk knockout i fjerde runde. Kampen fandt sted med en vægt på 166 pund (75 kg), så Abrahams IBF-mellemvægttitel var ikke på spil. Abraham tilbragte en stor del af første og anden omgang med sine handsker tæt foran hovedet og med ryggen mod tovene, mens Miranda slog mange slag. Abraham blokerede mange af Mirandas slag, men et dybt stød gav en advarsel til Miranda og en kort hvileperiode for Abraham. Abraham begyndte at åbne i tredje omgang og ramte med en højre- og en venstrehånd Mirandas hoved. Omkring 30 sekunder inde i fjerde omgang ramte Abraham med et rent venstre hook mod tindingen, hvilket slog Miranda ned. Han kom på benene, men blev fanget af et fejende venstrehook, der slog Miranda ned igen. Abraham endte kampen sekunder senere med en tredje venstrehånd mod hovedet, der sendte Miranda ned igen, hvilket betød en automatisk afslutning som følge af tre-knockdown-reglen.

### Kamp mod Andre Ward
Den 16. maj 2009 blev Miranda i Oracle Arena i Oakland i Californien besejret af den ubesejrede amerikaner Andre Ward ved en enstemmig afgørelse. Scoren var 116-112, 119-109, 119-109 til Wards fordel. Ward viste, at han havde et indvendigt spil samt et udvendigt spil. Miranda kunne ikke hamle op med Wards alsidighed i ringen.

### Lucian Bute-kamp
Den 17. april 2010 kæmpede Edison Miranda mod sin længe ønskede modstander, den ubesejrede Lucian Bute i Montreal i Quebec, i Bell Centre foran næsten 15.000 fans. Miranda tabte de to første runder, og han blev slået ud i tredje runde med en solid højre uppercut til kæben. Miranda kom tilbage på fødderne, men dommeren besluttede at stoppe kampen sekunder efter.

### Comeback
Efter et års pause fra ringen fik Miranda en comebackkamp den 4. juni (samme dag som Kesslers comeback) som undercardkamp til Super Six-semifinalen Carl Froch vs. Glen Johnson. Mirandas modstander var Rayco Saunders, som han vandt over via en enstemmig afgørelse efter otte omgange.